# Renzo Furlan
Renzo Furlan (Conegliano, 17 mei 1970) is een voormalig Italiaans tennisprof die tussen 1988 en 2003 uitkwam in het professionele circuit.
Furlan won in zijn carrière twee ATP-toernooien in het enkelspel en stond daarnaast in nog vijf finales.

## Palmares
| Legenda                       | Legenda               |
| ----------------------------- | --------------------- |
| Grand Slam                    |                       |
| Olympische Spelen             |                       |
| tot 2009                      | vanaf 2009            |
| Tennis Masters Cup            | ATP Finals            |
| ATP Masters Series            | ATP Tour Masters 1000 |
| ATP International Series Gold | ATP Tour 500          |
| ATP International Series      | ATP Tour 250          |

### Enkelspel
| Nr.                          | Datum             | Toernooi           | Ondergrond    | Tegenstander in finale | Score         | Details |
| ---------------------------- | ----------------- | ------------------ | ------------- | ---------------------- | ------------- | ------- |
| Gewonnen finales             |                   |                    |               |                        |               |         |
| 1.                           | 6 februari 1994   | ATP San José       | Hardcourt (i) | Michael Chang          | 3-6, 6-3, 7-5 | Details |
| 2.                           | 20 maart 1994     | ATP Casablanca     | Gravel        | Karim Alami            | 6-2, 6-2      | Details |
| Verloren finales             |                   |                    |               |                        |               |         |
| 1.                           | 24 mei 1992       | ATP Bologna        | Gravel        | Jaime Oncins           | 2-6, 4-6      | Details |
| 2.                           | 14 juni 1992      | ATP Florence       | Gravel        | Thomas Muster          | 3-6, 6-1, 1-6 | Details |
| 3.                           | 15 augustus 1993  | ATP San Marino     | Gravel        | Thomas Muster          | 5-7, 5-7      | Details |
| 4.                           | 22 oktober 1995   | ATP Peking         | Tapijt (i)    | Michael Chang          | 5-7, 3-6      | Details |
| 5.                           | 23 maart 1997     | ATP St. Petersburg | Tapijt (i)    | Thomas Johansson       | 3-6, 4-6      | Details |
| Gewonnen finales challengers |                   |                    |               |                        |               |         |
| 1.                           | 22 juli 1990      | Tampere            | Gravel        | Fernando Luna          | 6-3, 6-3      |         |
| 2.                           | 20 september 1998 | Boedapest          | Gravel        | Christophe Van Garsse  | 6-2, 6-3      |         |
| 3.                           | 19 augustus 2001  | Bressanone         | Gravel        | Alessio Di Mauro       | 6-3, 6-1      |         |

### Dubbelspel
| Nr.                                      | Datum             | Toernooi       | Ondergrond | Partner                | Tegenstanders in finale        | Score         | Details |
| ---------------------------------------- | ----------------- | -------------- | ---------- | ---------------------- | ------------------------------ | ------------- | ------- |
| Verloren finales herendubbel             |                   |                |            |                        |                                |               |         |
| 1.                                       | 14 augustus 1994  | ATP San Marino | Gravel     | Jordi Arrese           | Neil Broad Greg Van Emburgh    | 4-6, 6-7      | Details |
| Gewonnen finales herendubbel challengers |                   |                |            |                        |                                |               |         |
| 1.                                       | 9 juni 1991       | Turijn         | Gravel     | Omar Camporese         | Sven Salumaa Tobias Svantesson | 7-5, 3-6, 6-4 |         |
| 2.                                       | 22 september 1991 | Messina        | Gravel     | Guillermo Pérez Roldán | Jan Apell Markus Naewle        | 6-4, 6-2      |         |

## Prestatietabellen
| Legenda | Legenda                          |
| ------- | -------------------------------- |
| g.t.    | geen toernooi gehouden           |
| l.c.    | lagere categorie                 |
| –       | niet deelgenomen                 |
| G       | uitgeschakeld in de groepsfase   |
| 1R      | uitgeschakeld in de eerste ronde |
| 2R      | uitgeschakeld in de tweede ronde |
| 3R      | uitgeschakeld in de derde ronde  |
| 4R      | uitgeschakeld in de vierde ronde |
| KF      | uitgeschakeld in de kwartfinale  |
| HF      | uitgeschakeld in de halve finale |
| F       | de finale verloren               |
| W       | het toernooi gewonnen            |
| w-v     | winst/verlies-balans             |

### Prestatietabel grand slam, enkelspel
| Toernooi        | 1989 | 1991 | 1992 | 1993 | 1994 | 1995 | 1996 | 1997 | 1998 | 2003 |
| --------------- | ---- | ---- | ---- | ---- | ---- | ---- | ---- | ---- | ---- | ---- |
| Australian Open | –    | 1R   | 1R   | –    | 1R   | 3R   | 4R   | 3R   | 1R   | 2R   |
| Roland Garros   | 1R   | 1R   | 1R   | 2R   | 1R   | KF   | 3R   | 1R   | –    | –    |
| Wimbledon       | –    | 1R   | –    | –    | 1R   | 1R   | 3R   | 2R   | –    | –    |
| US Open         | –    | –    | 1R   | 2R   | 1R   | 3R   | 1R   | 1R   | –    | –    |